# Mareda
Mareda is een plaats in de gemeente Novigrad in de Kroatische provincie Istrië. De plaats telt 389 inwoners (2001).